# خط السباق

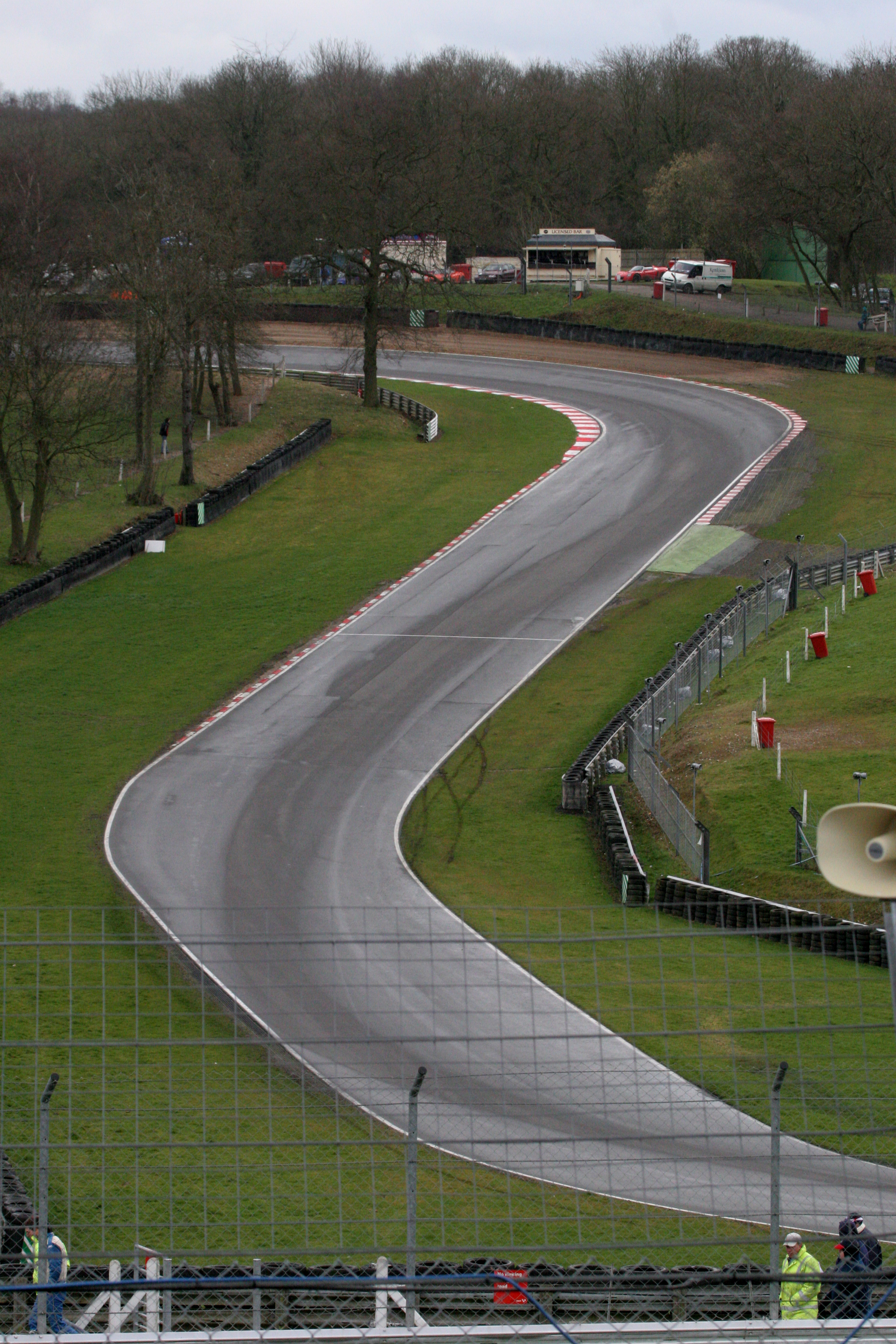
خط السباق.

في رياضات السباق، خط السباق هو المسار الذي يجب أن تقطعة المركبة من أجل تقليل الوقت اللازم لإكمال حلبة السباق.
عند تحليل مسار واحد، نجد أن الخط الأمثل هو الطريق الذي يقوم بتقليل الوقت المستهلك في الزاوية ويزيد سرعة المركبة إلى الحد الأعلى من عبر الزاوية. إذا قام السائق باستخدام الطريق معا أصغر مجال، سوف يقوم بتقليل المسافة المقطوعة حول الزاوية.

## الوصف
تعتبر قيادة خط السباق تقنية أساسية لتقليل وقت دورة السباق الإجمالية. بالنسبة للمسار الأمثل حول المسار (المضمار)، يمكن غالباً رؤية خط السباق على الإسفلت بشكل علامات سببتها الإطارات. وصف إيه جيه بيم تشكيل المسار في مراحل السباق الأولى في لو مان 24 ساعة: «عندما تنطلق المجموعة بخط سير واحد - تنحط شريطاً أسود على الرصيف الذي يشكل خط السباق - تبدأ المنافسة الحقيقية».

### المنعطفات المركبة
حيثما ترتبط زاويتان معاً، يكون الهدف الخروج من المنعطف الثاني على الفور بأقصى سرعة. لتحقيق هذا، «يضحي» السائق بالخط عند المنطف الأول ليكون بالوضع المثالي للدخول إلى المنطعف الثاني والخروج منه بسرعة.